# Carles de Mayenne
Carles de Lorena o de Mayenne -en francès Charles de Lorraine o Charles de Mayenne- (Alençon, Regne de França, 26 de març de 1554 - Soissons, 4 d'octubre de 1611) fou un príncep francès de la Casa de Lorena, Fou duc de Mayenne de 1573 a 1611, i era conegut com el duc de Mayenne, o simplement Mayenne, que era com l'anomenava el rei Enric IV de França.
Partidari de la Lliga Catòlica, va participar activament en diverses campanyes militars sota el regnat d'Enric III. Se li va concedir el títol honorífic de gran camarlenc i el (1585) se li va confiar el govern de la Borgonya. Després de l'assassinat del seu germà, Enric de Guise, el 1588, va ser nomenat cap de l'exèrcit pel Consell de París.
Durant la sisena guerra de religió francesa va prendre les poblacions de Brouage i La Mure als protestants. Després de l'assassinat d'Enric III el 1589, va intentar que fos proclamat rei el cardenal Carles I de Borbó, però fou derrotat a Arques i a Ivry per Enric IV, al qual es va sotmetre solemnement el 1595.

## Família
Era fill del duc de Guisa Francesc I (1519-1563) i d'Anna d'Este (1531-1607).
El 6 d'agost de 1576 es va casar amb Enriqueta de Savoia-Villars (1541-1611), filla del marquès de Villars Honorat II de Savoia (1511-1580) i de la vescomtessa Joana Francesca de Foix (1520-1542). El matrimoni va tenir quatre fills:
- Enric (1578-1621).
- Carles Manuel (1581-1609).
- Caterina (1585-1618), casada amb Carles I Gonzaga-Nevers (1580-1637).
- Renata, morta el 1638), casada amb Mari II Sforza (1594-1658).